# 樵のわけ前
樵のわけ前（きこりのわけまえ）は、鹿児島県垂水市の地下1117ｍの水源から汲み上げた硬度2mg／Lのミネラルウォーター。株式会社 桜島が製造・販売している。桜島の高さと同じ1117ｍの高さを汲み上げており、ラベルにも１１１７を記載している。

## 基本情報
- 採水地：鹿児島県垂水市
- 硬度：2 （軟水）
- pH値：8.8（アルカリ性）

## 商品ラインナップ
- 500mlペットボトル
- 900mlペットボトル
- 2Lペットボトル
- 10LBIB（ＢＩＢ、バッグインボックス）
- 20LBIB（ＢＩＢ、バッグインボックス）